# Faucouzy
Faucouzy est une localité de Monceau-le-Neuf-et-Faucouzy et une ancienne commune française, située dans le département de l'Aisne en région Hauts-de-France.

## Histoire
La commune de Faucouzy a été créée lors de la Révolution française. Le 2 juin 1819, elle fusionne avec la commune voisine de Monceau-le-Neuf par ordonnance et la nouvelle entité prend le nom de Monceau-le-Neuf-et-Faucouzy.

## Administration
Jusqu'à sa fusion avec Monceau-le-Neuf en 1819, la commune faisait partie du canton de Sains-Richaumont dans le département de l'Aisne. Elle appartenait aussi à l'arrondissement de Vervins depuis 1801 et au district de Vervins entre 1790 et 1795. La liste des maires de Faucouzy est :
| Période                                  | Période | Identité | Étiquette | Qualité |
| ---------------------------------------- | ------- | -------- | --------- | ------- |
|                                          |         |          |           |         |
| Les données manquantes sont à compléter. |         |          |           |         |

## Démographie
Jusqu'en 1819, la démographie de Faucouzy était :
| 1793      | 1800 | 1806 | 1821 |
| --------- | ---- | ---- | ---- |
| lacunaire | 30   | 35   | 31   |